# Friederike von Normann
Friederike von Normann (* 1965 in Münster) ist eine deutsche Filmeditorin.
Friederike von Normann ist seit Anfang der 1990er Jahre als Editorin, überwiegend im Bereich Fernsehen, tätig. Sie wirkte bei über 40 Produktionen mit.
Von Normann ist Mitglied im Bundesverband Filmschnitt Editor (BFS).

## Filmografie (Auswahl)
- 1994: Polizeiruf 110: Opfergang
- 1996: Peanuts – Die Bank zahlt alles
- 1996–2012: Rosa Roth (Fernsehreihe)
  - 1995: Lügen
  - 1997: Die Stimme
  - 1997: Berlin
  - 1998: Jerusalem oder die Reise in den Tod
  - 1999: Wintersaat
  - 1999: Die Retterin
  - 2000: Küsse und Bisse
  - 2000: Tod eines Bullen
  - 2001: Täusche deinen Nächsten wie dich selbst
  - 2002: Die Abrechnung
  - 2002: Geschlossene Gesellschaft
  - 2003: Die Gedanken sind frei
  - 2003: Das leise Sterben des Kolibri
  - 2004: Freundeskreis
  - 2005: Flucht nach vorn
  - 2005: Im Namen des Vaters
  - 2006: In guten Händen
  - 2007: Der Tag wird kommen (3 Teile)
  - 2008: Der Fall des Jochen B.
  - 2009: Das Mädchen aus Sumy
  - 2010: Das Angebot des Tages
  - 2011: Notwehr
  - 2011: Bin ich tot? 
  - 2012: Trauma
- 1997: Der stille Herr Genardy
- 1998: Das Miststück
- 1998: Das vergessene Leben
- 1999: Der Solist – Kein Weg zurück
- 2001: Sass
- 2003: Dienstreise – Was für eine Nacht
- 2004: Schöne Witwen küssen besser
- 2004: Die schöne Braut in Schwarz
- 2006: Nette Nachbarn küsst man nicht
- 2008: Gott schützt die Liebenden
- 2008: Und Jimmy ging zum Regenbogen
- 2008: Polizeiruf 110: Eine Maria aus Stettin
- 2009: Krupp – Eine deutsche Familie
- 2011: Niemand ist eine Insel
- 2012: Das Kindermädchen
- 2012: Lösegeld
- 2013: Die Pastorin
- 2013: Einsatz in Hamburg – Mord an Bord
- 2014: Götz von Berlichingen
- 2014: Die letzte Instanz
- 2015: Dresdner Dämonen
- 2016: Der Zürich-Krimi: Borcherts Abrechnung
- 2018: Solo für Weiss – Es ist nicht vorbei
- 2018–2021: Unter anderen Umständen (Fernsehreihe)
  - 2018:  Das Geheimnis der Schwestern
  - 2019:  Im finsteren Tal
  - 2020:  Über den Tod hinaus
  - 2020:  Lügen und Geheimnisse
  - 2021:  Für immer und ewig
- 2020: Herzkino.Märchen: Schneewittchen am See
- 2022: Meine Mutter raubt die Braut
- 2022: Und dann steht einer auf und öffnet das Fenster
- 2023: Das bleibt unter uns
- 2023: Letzte Spur Berlin (Fernsehserie, 3 Folgen)
- 2024: Die stillen Mörder